# Witalij Sołogub
Witalij Aleksiejewicz Sołogub (ros. Виталий Алексеевич Сологуб, ur. 8 sierpnia 1926 w Kramatorsku, zm. 17 grudnia 2004 w Kijowie) – radziecki polityk, członek Biura Politycznego KC KPU (1973–1990), zastępca członka KC KPZR (1971–1990).

## Życiorys
W 1946 ukończył technikum inżynieryjne, od 1947 w WKP(b), w 1944 i w latach 1946–1961 technolog, konstruktor, starszy inżynier konstruktor, szef biura instrumentów i przyborów, szef laboratorium i sekretarz komitetu KPU w fabryce inżynieryjnej im. Ordżonikidze. W 1952 ukończył Wszechzwiązkowy Zaoczny Instytut Politechniczny, w latach 1961–1963 dyrektor fabryki inżynieryjnej im. Ordżonikidze. Od 11 lipca 1963 do marca 1971 II sekretarz Donieckiego Przemysłowego Komitetu Obwodowego/Donieckiego Komitetu Obwodowego KPU, od 18 marca 1966 do 17 marca 1971 zastępca członka, a od 20 marca 1971 do 19 czerwca 1990 członek KC KPU, od marca 1971 do marca 1990 przewodniczący Ukraińskiej Republikańskiej Rady Związków Zawodowych. Od 20 marca 1971 do 14 września 1973 zastępca członka, a od 14 września 1973 do 31 marca 1990 członek Biura Politycznego KC KPU, od 9 kwietnia 1971 do 2 lipca 1990 zastępca członka KC KPZR, od marca 1990 na emeryturze. Deputowany do Rady Najwyższej ZSRR od 9 do 11 kadencji i do Rady Najwyższej Ukraińskiej SRR od 6 do 10 kadencji.

## Odznaczenia
- Order Rewolucji Październikowej
- Order Czerwonego Sztandaru Pracy (czterokrotnie)
- Order Przyjaźni Narodów